# Evropski komisar za kmetijstvo in razvoj podeželja
Evropski komisar za kmetijstvo in razvoj podeželja je član Evropske komisije, pristojen za področje agrikulture, razvoja podeželja in skupne kmetijske politike.

## Nekdanji komisarji.
| #   | Ime                                           | Država     | Mandat                             | Predsednik komisije  |
| --- | --------------------------------------------- | ---------- | ---------------------------------- | -------------------- |
| 1   | Sicco Mansholt                                | Nizozemska | 1958–1972                          |                      |
| 2.  | Carlo Scarascia-Mugnozza                      | Italija    | 1972–1973                          |                      |
| 3.  | Pierre Lardinois                              | Nizozemska | 1973–1977                          |                      |
| 4.  | Finn Olav Gundelach                           | Danska     | 1977–1981                          |                      |
| 5.  | Poul Dalsager                                 | Danska     | 1981–1985                          |                      |
| 6.  | Frans Andriessen                              | Nizozemska | 1985–1989                          | Jacques Delors       |
| 7.  | Ray MacSharry                                 | Irska      | 1989–1992                          | Jacques Delors       |
| 8.  | René Steichen                                 | Luksemburg | 1992-1995                          | Jacques Delors       |
| 9.  | Franz Fischler                                | Avstrija   | 1995-2004                          | Jacques Santer       |
| 10. | Sandra Kalniete                               | Latvija    | 2004                               | Romano Prodi         |
| 11. | Mariann Fischer Boel Evropska ljudska stranka | Danska     | 2004–2010                          | Mannuel Barroso      |
| 12. | Dacian Cioloş ALDE                            | Romunija   | 2010-2014                          | Mannuel Barroso      |
| 13. | Phil Hogan Evropska ljudska stranka           | Irska      | 1. november 2014–31. november 2019 | Jean-Claude Juncker  |
| 14. | Janusz Wojciechowski Evropska ljudska stranka | Poljska    | 1. december 2019–30. november 2024 | Ursula von der Leyen |
| 15. | Christophe Hansen Evropska ljudska stranka    | Luksemburg | 1. december 2024–                  | Ursula von der Leyen |